# Église Saint-Rémi de Bordeaux
L’église Saint-Rémi est une église romane, érigée au XIe siècle, avant qu'une partie de l'édifice soit reconstruite au XIVe siècle dans un style gothique. Elle est aujourd'hui devenue un espace d'exposition située au cœur de la ville de Bordeaux.

## Localisation
Cette ancienne église est située à Bordeaux, dans le département français de la Gironde, rue Jouannet dans le quartier Saint-Pierre.

## Historique

### Origines
De style gothique, elle est érigée aux XIVe et XVIe siècles. Bien que petite et entourée d'immeubles du XIXe, sa paroisse s'étendait au XVIIe siècle jusqu'à Bacalan.
L'édifice construit près d'un mur romain se trouvait, selon la tradition, à l'emplacement d'un ancien temple dédié à Jupiter. L'église est implantée dans un ensemble de vieilles maisons, ce qui rend difficile l'appréciation de son architecture. Seulement une partie de la façade et le clocher bâti dès le XIVe siècle sont visibles depuis la rue Jouannet.
«Saint-Rémi» signifie généralement «celui qui guérit»

#### L'architecture
L'édifice est orienté et construit selon un plan allongé, composé de deux grandes nefs terminant chacune par une abside polygonale et de deux basses nefs plus étroites. Entre les deux chevets, une salle voûtée servait de sacristie. Une chambre au-dessus de cette salle était desservie par un escalier aménagé dans l'angle d'un contrefort. Les dispositions des voûtes et des nefs sont particulières, la nef sud n'ayant qu'un point d'appui intermédiaire sur un côté et trois sur l'autre. La voûte du chevet de la grande nef nord a été démolie jusqu'à l'arc triomphal,.
L'intérieur a changé, transformé par de nombreux planchers et des cloisons en bois. Par rapport à l'ancienne église, il ne reste qu’une travée enclavée se trouvant à l'ouest, avec le clocher de la même époque.
L'église Saint-Rémi mesure, dans sa plus grande longueur, quarante mètres, et dans sa plus grande largeur trente-quatre mètres. Des caveaux existent sous le bas-côté méridional et sous la sacristie. Il existe également de nombreux tombeaux dans le sol de l'église, spécialement sous les absides, et là reposent un grand nombre de membres des anciennes familles de Bordeaux.

##### Les décors
Les paroissiens s'impliquent dans le décor de l’église, en commandant des ouvrages tels qu’une chaire en bois sculptée par Cabirol. Par la suite, la chaire a été déménagée dans l'église Saint-André de Bordeaux. Encore aujourd’hui, nous pouvons percevoir quelques décors sculptés qui subsistent, ainsi que quelques traces de fresques.

### La Révolution française
Elle est fermée au culte à la Révolution française. En 1791, sa circonscription est partagée en trois nouvelles paroisses, Saint-Dominique (actuelle église Notre-Dame), Saint-Louis des Chartrons (chapelle des Carmes) et Saint-Martial (Bacalan). L'édifice est vendu par la ville de Bordeaux comme bien national, le 13 février 1792 pour la somme de 107 088 francs 87 c. lors d'une vente aux enchères.
L'édifice est classé au titre des monuments historiques en 1923, et est réhabilité à partir de 1998 pour devenir aujourd'hui un espace culturel Bordeaux l'espace Saint-Rémi.
Après la Révolution française, durant deux siècles, le lieu passera par différentes utilisations, magasin à fourrage, magasin des douanes, écurie, garage puis réserve lapidaire du musée d'Aquitaine.  

### Campagne de fouilles
En 1866, une campagne de fouilles archéologiques met au jour à l'extrémité orientale du bas-côté sud, une salle souterraine décorée d'une mosaïque gallo-romaine. Des fragments de peinture murale sont également découverts au niveau du chevet nord et du mur entourant la sacristie.

### Actuellement
L'édifice est classé au titre des Monuments Historiques en 1923.
L'église est réhabilitée en 1998 et transformée en 2000 en centre culturel nommé l'espace Saint-Rémi, dédié à la présentation d'expositions et manifestations artistiques.
Cependant, l'église présente un état qui se dégrade, du fait de la forte humidité et des défauts de solidité de son architecture.

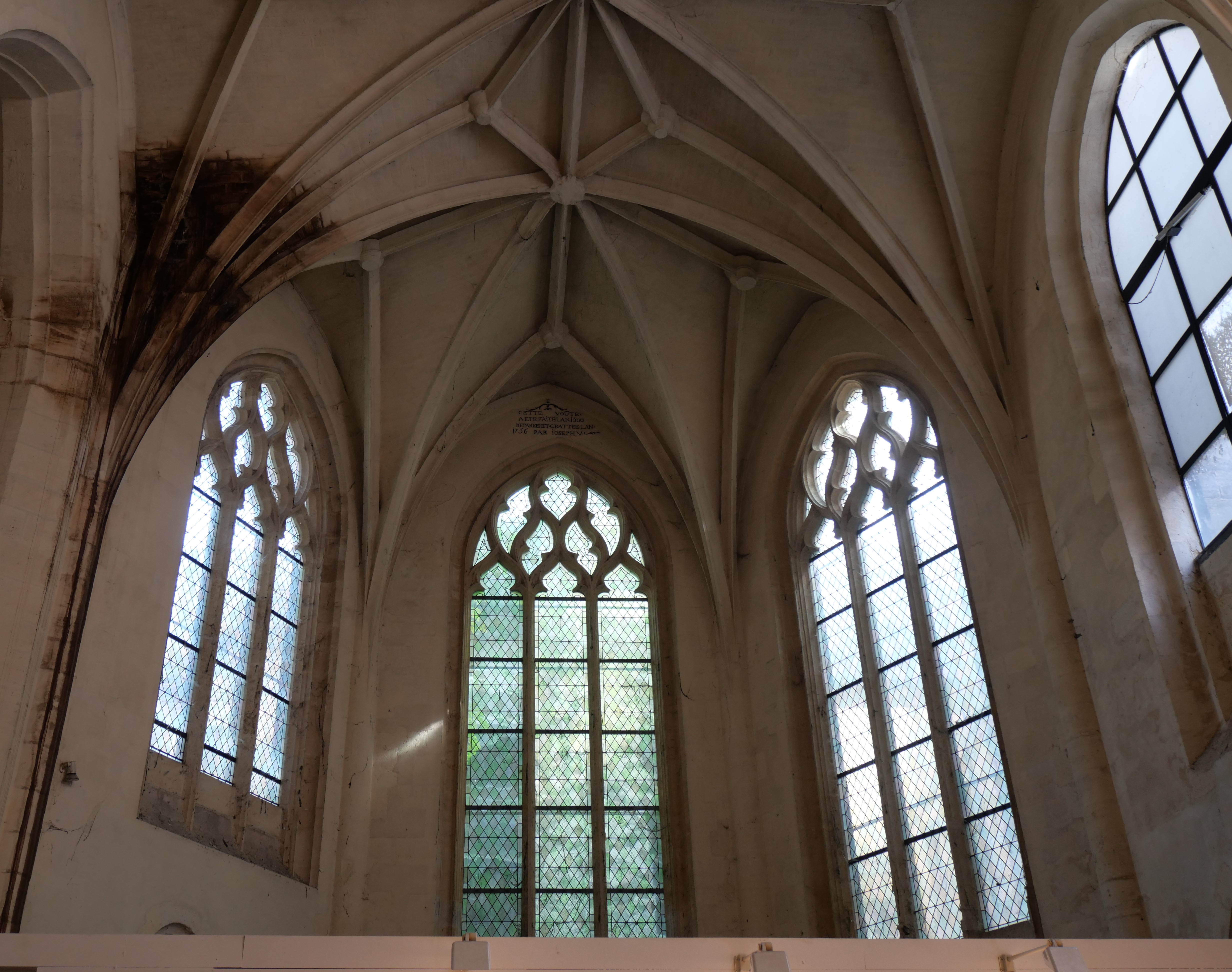
Les dégradations au sein de l'église

## La nouvelle église Saint-Rémi de la Vigne, rue Achard
Une nouvelle église Saint-Rémi de la Vigne est édifiée en 1866, placée à l'actuelle 117 rue Achard au bas Bacalan à Bordeaux.
Sa paroisse fut prélevée sur celle de Saint-Martial du haut Bacalan, devenue insuffisante par suite de l'accroissement de la population.
Cette reconstruction présente un plan basilical avec une façade très sobre avec un fronton massif qui est supporté par deux pilastres doriques. L'église est pourvue d'une seule porte monumentale, coiffée d'un fronton triangulaire dont la croix sommitale se retrouve sur le grand fronton. Elle est cantonnée de deux pavillons où s'ouvrent des niches vides en cul de four. Le clocher, de faible hauteur, est rejeté sur le flanc sud.
Cette église remplace le lieu de culte de l'ancienne église Saint-Rémi.

## Galerie

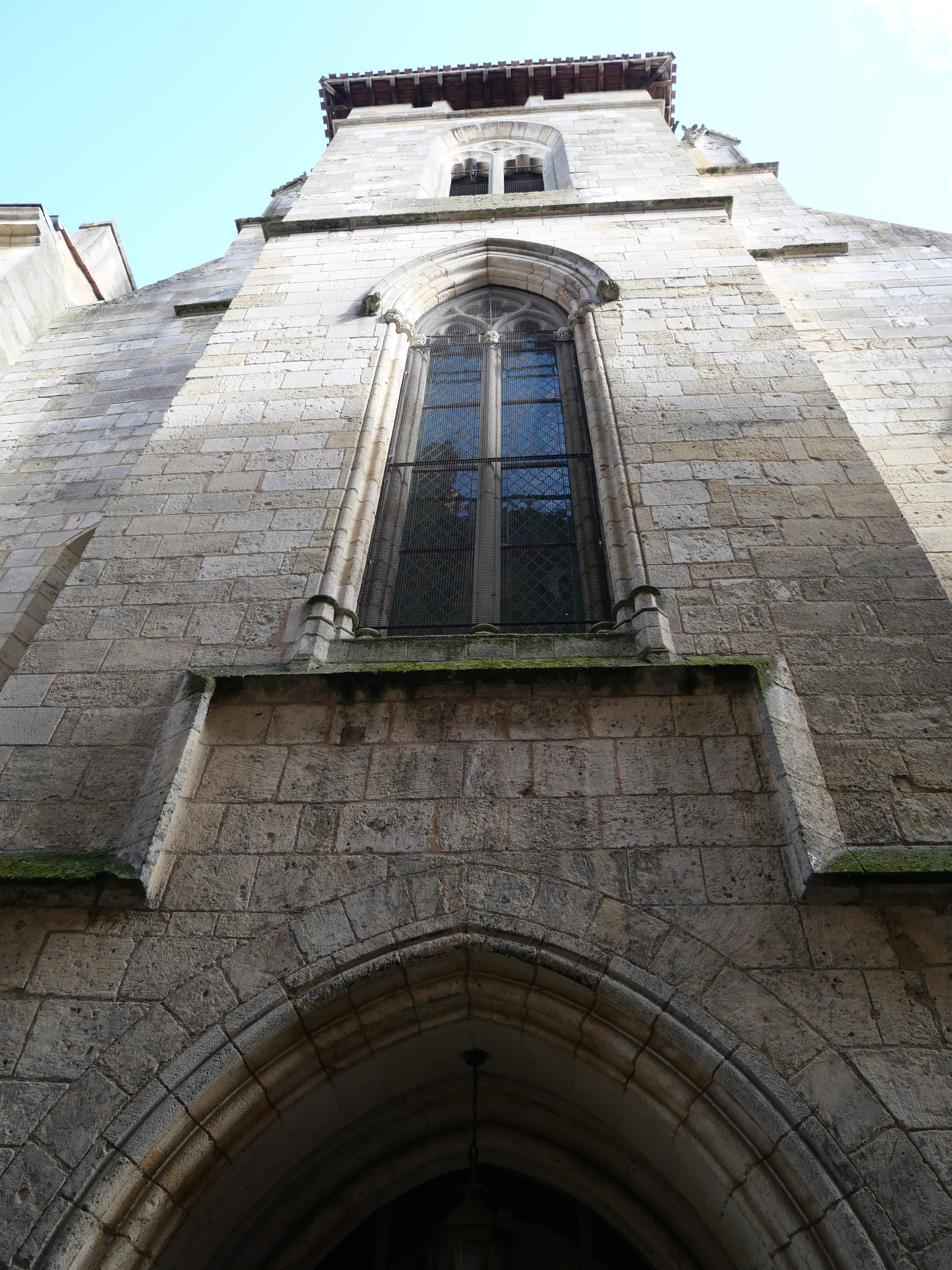
Façade de l'église
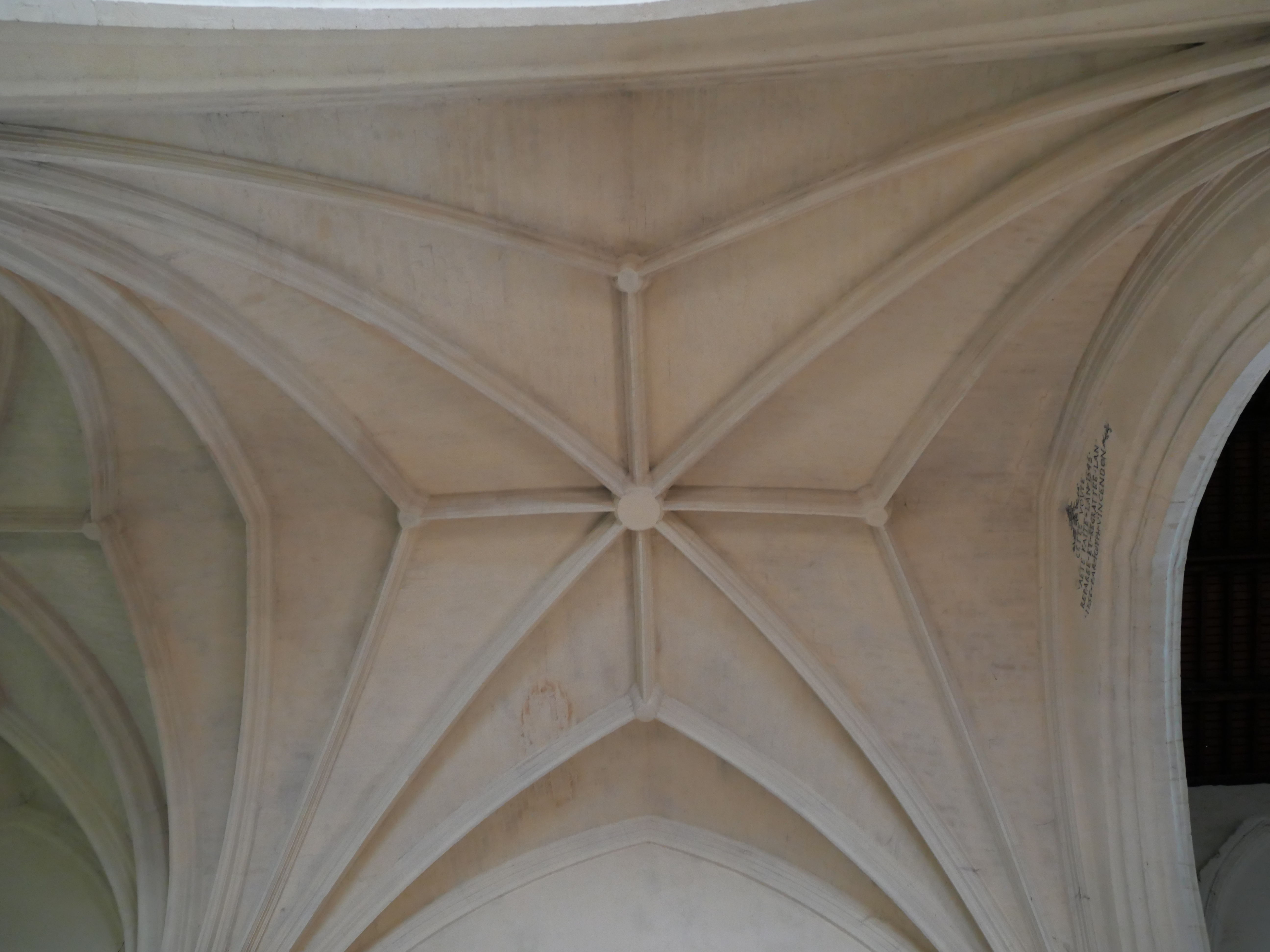
Voûte à tierceron de l'église
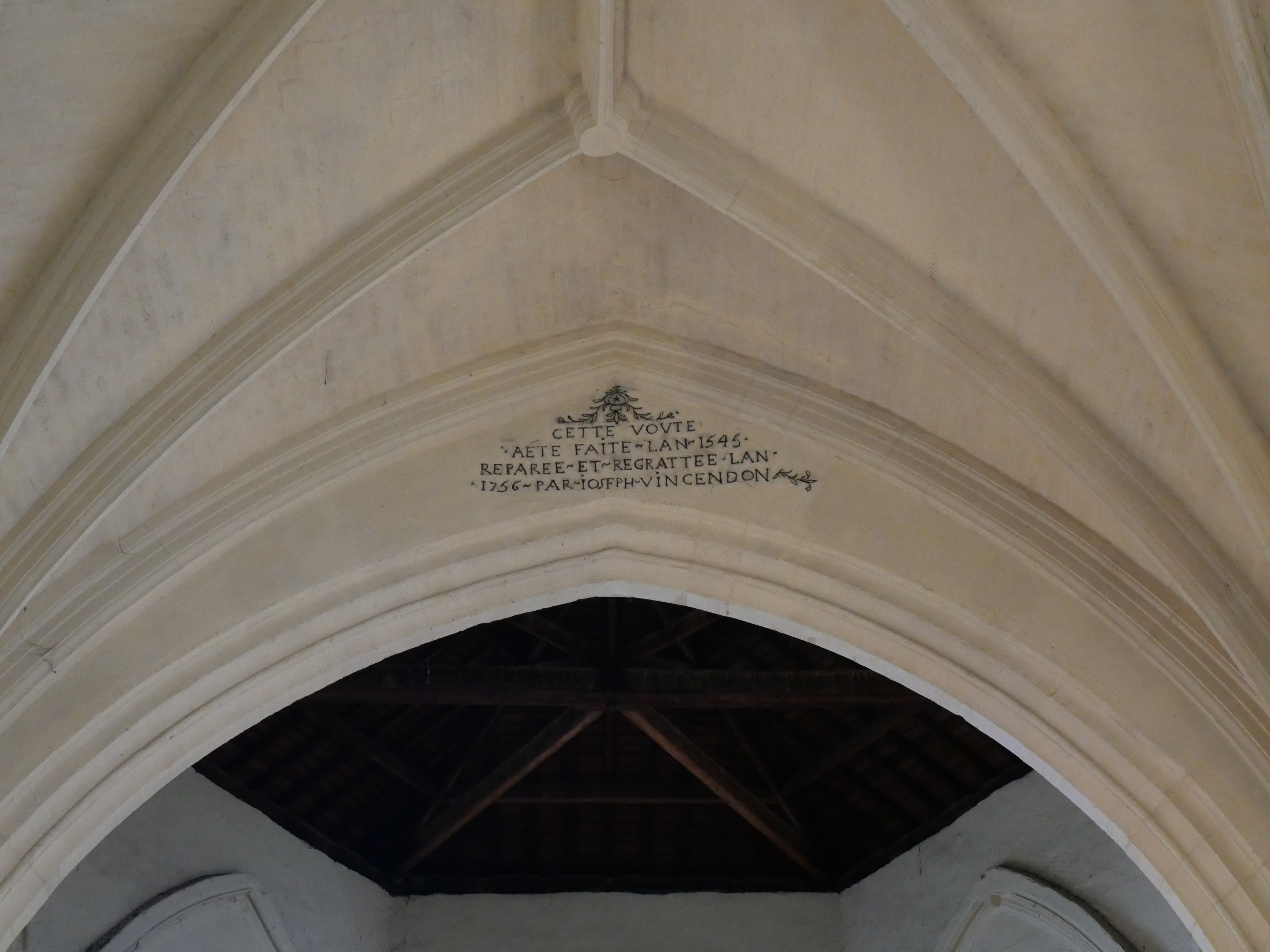
Inscription sur l'une des voûtes évoquant l'année de rénovation de l'église
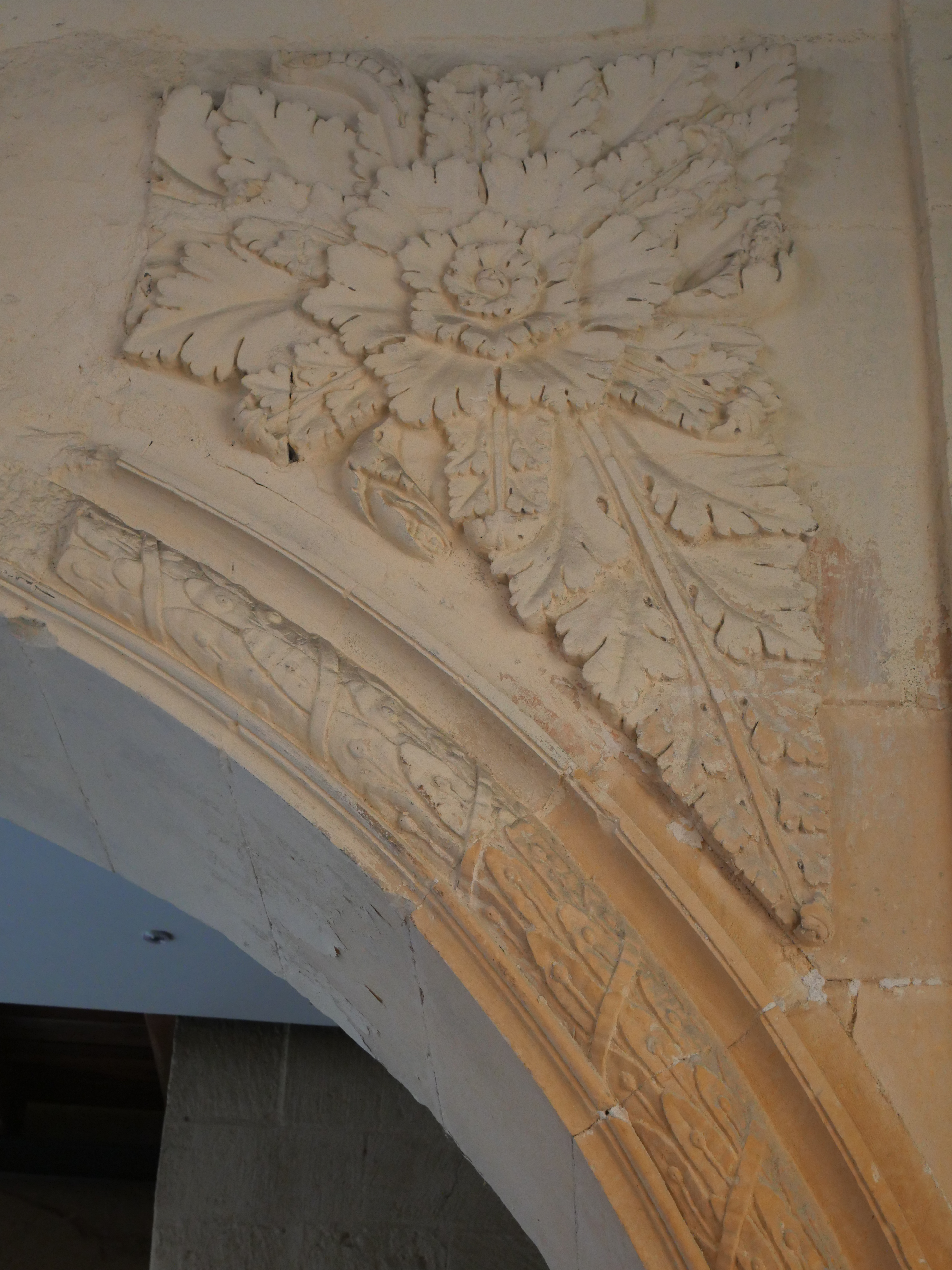
Décor foral sculptée dans la nef de l'église